# مراقبة جائحة فيروس كورونا 2019-20

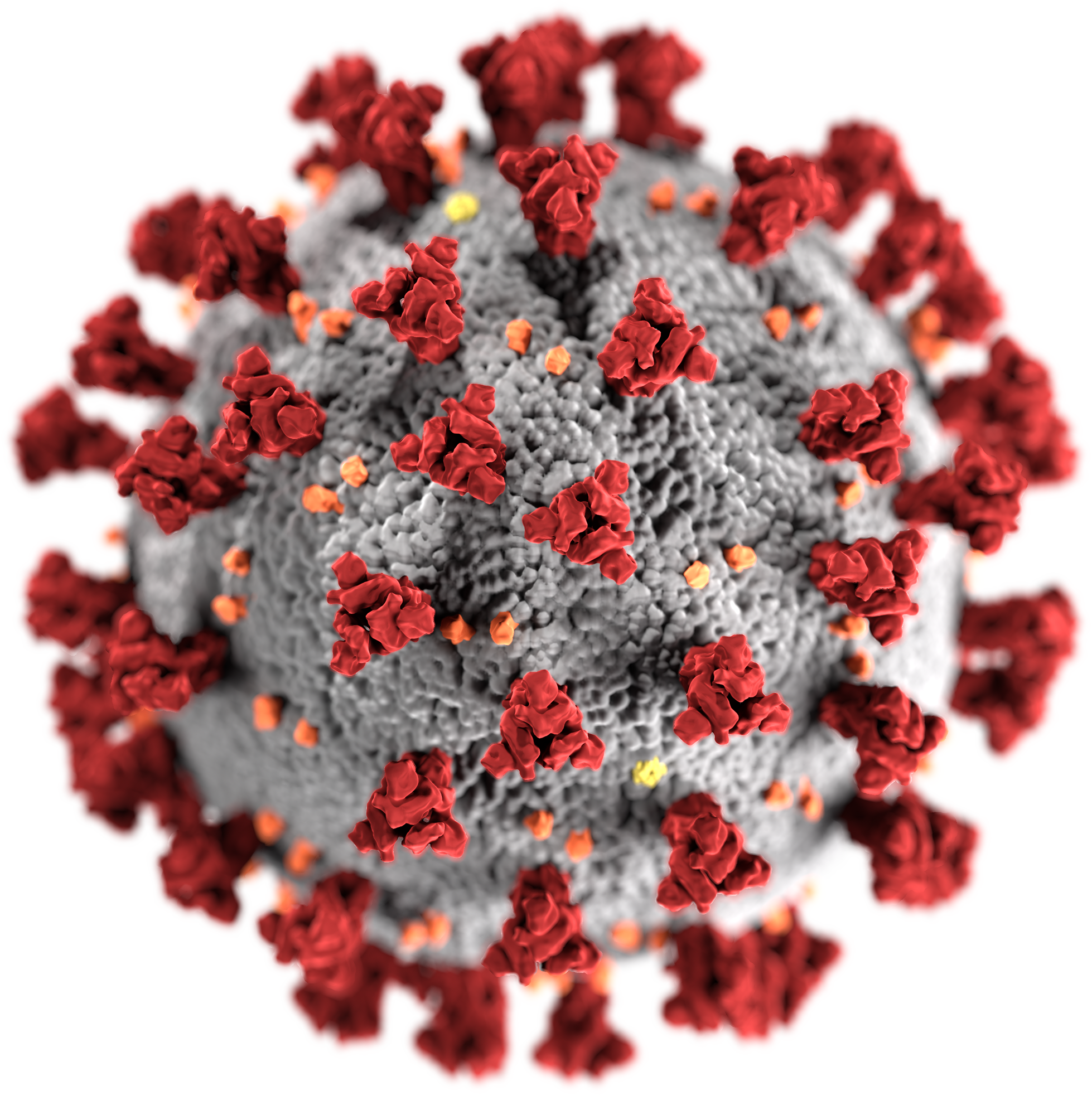

مراقبة فيروس كورونا (كوفيد-19) يتضمن ترصد انتشار مرض فيروس كورونا من أجل تحديد أنماط تطور المرض. توصي منظمة الصحة العالمية  بالمراقبة النشطة، مع التركيز على اكتشاف الحالات والاختبارات وتتبع الاتصال في جميع سيناريوهات الانتقال. من المتوقع  مراقبة فيروس كورونا ان ترصد الاتجاهات الوبائية، وتكشف بسرعة عن الحالات الجديدة، واستناداً إلى هذه المعلومات، توفر المعلومات الوبائية لإجراء تقييم المخاطر وتوجيه التأهب للمرض.

## المراقبة المتلازمة
تتم المراقبة المتزامنة بناءً على أعراض الفرد الذي يتوافق مع  اعراض فيروس كورونا. حتى مارس 2020، توصي منظمة الصحة العالمية بتعريفات الحالات التالية:
- حالة مشتبه فيها: «مريض يعاني من أمراض تنفسية حادة (حمى وعلامة واحدة على الأقل من أعراض أمراض الجهاز التنفسي، مثل السعال وضيق التنفس)، وتاريخ من السفر أو الإقامة في أحد المواقع التي تَبَلغ عن انتقال أو انتشار مرض فيروس كورونا فيها خلال الـ 14 يومًا قبل ظهور الأعراض» أو«مريضًا يعاني من أي مرض تنفسي حاد وكان على اتصال مع حالة مؤكدة أو محتملة الإصابة بالفيروس خلال آخر 14 يومًا قبل ظهور الأعراض» أو«مريض يعاني من أمراض الجهاز التنفسي الحاد (الحمى وعلامة واحدة على الأقل من أعراض أمراض الجهاز التنفسي، على سبيل المثال، السعال وضيق التنفس وضرورة دخول المستشفى) وفي غياب تشخيص بديل يشرح بشكل كامل العرض السريري».

الحالة المحتملة: «حالة مشتبه فيها يكون اختبار فيروس كورونا غير حاسم» أو «حالة مشتبه فيها لا يمكن إجراء الاختبار لها لأي سبب».
الحالة المؤكدة: «شخص مصاب مع تأكيد معملي بإصابته بعدوى فيروس كورونا، بغض النظر عن العلامات والأعراض السريرية».
الجهة المخالطة: "الجهة المخالطة هو شخص تعرض لأي من حالات المخالطة أو الإتصال التالية خلال اليومين السابقين وخلال 14 يومًا بعد ظهور أعراض
حالة محتملة أو مؤكدة:
- وجها لوجه مع حالة محتملة أو مؤكدة في حدود متر واحد ولأكثر من 15 دقيقة.
- الاتصال الجسدي المباشر مع حالة محتملة أو مؤكدة.
- الرعاية المباشرة لمريض يعاني من مرض فيروس كورونا المحتمل أو المؤكد دون استخدام معدات الحماية الشخصية المناسبة.
- حالات أخرى على النحو المبين في تقييمات المخاطر المحلية ".

توصي منظمة الصحة العالمية بالإبلاغ عن الحالات المحتملة والمؤكدة لعدوى فيروس كورونا في غضون 48 ساعة من التعرف عليها. يجب على الدول تقديم التقارير على أساس كل حالة على حدة قدر الإمكان، ولكن في حالة محدودية الموارد، يمكن أيضًا إعداد تقارير أسبوعية مجمعة. أنشأت بعض المنظمات تطبيقات التعهيد الجماعي لمراقبة الأعراض، حيث يمكن للناس الإبلاغ عن أعراضهم لمساعدة الباحثين على رسم خريطة للمناطق التي بها تتركز اعراض فيروس كورنا.

## الترصد الفيروسي
```
تتم المراقبة الفيروسية باستخدام الاختبارات الجزيئية لـ فيروس كورونا.
[
4
]
 نشرت منظمة الصحة العالمية مصادر للمختبرات حول كيفية إجراء اختبار فيروس كورونا.
[
4
]
 في الاتحاد الأوروبي، يتم الإبلاغ عن الحالات المؤكدة من فيروس كورونا في غضون 24 ساعة من التعرف عليها.
[
5
]
```

## المراقبة الرقمية
أنشأت 24 دولة على الأقل مراقبة رقمية لمواطنيها.تشمل تقنيات المراقبة الرقمية التطبيقات وبيانات الموقع والعلامات الإلكترونية.
- يتتبع مركز السيطرة على الأمراض والوقاية منها في الولايات المتحدة الأمريكية معلومات سفر الأفراد الذين يستخدمون بيانات ركاب الخطوط الجوية.[7][8] في هونغ كونغ، تطلب السلطات قيود لليد وتطبيقًا لجميع المسافرين.

```
يتم استخدام تطبيق جي بي اس (نظام التموضع العالمي، يقوم بتوفير معلومات عن الموقع والوقت) لتتبع مواقع الأفراد في كوريا الجنوبية لضمان عدم خرق الحجر الصحي، وإرسال التنبيهات إلى المستخدم وإلى السلطات إذا غادر الأشخاص مناطق محددة.
[
9
]
[
10
]
 في 
سنغافورة
، يتعين على الأفراد الإبلاغ عن مواقعهم مع دليل فوتوغرافي.
```

- تستخدم تايلاند تطبيقًا وبطاقات إس إي إم (وحدة تعريف المشترك، وهي بطاقة تقوم بحفظ مفتاح مشترك الخدمة المُستخدَم لتعريف أحد مشتركي الأجهزة الهاتفية النقالة)  لجميع المسافرين لفرض الحجر الصحي الخاص بهم.

وانتقدت منظمات حقوق الإنسان بعض هذه الإجراءات، مطالبة الحكومات بعدم استخدام الوباء كغطاء لإدخال المراقبة الرقمية الاجتياحية.

## اقرأ أيضًا
- مكافحة العدوى
- مراقبة سريرية
- تطبيقات خاصة لوباء فيروس كورونا 2019–20
- متابعة مخالطي المرضى
- انتقال (طب)